# To Mega Therion
To Mega Therion è il secondo album in studio del gruppo heavy metal svizzero Celtic Frost, pubblicato il 27 ottobre 1985 da Noise Records.

## Descrizione
Il titolo deriva dal greco antico e significa la grande bestia, uno degli pseudonimi utilizzati dall'occultista Aleister Crowley. In copertina è presente un'opera di Hans Ruedi Giger intitolata Satan I risalente al 1977. Fu ristampato in versione digipak nel 1999 da Noise Records e da Earmark Records nello stesso anno come picture disc; la versione statunitense, pubblicata nel 1986, comprende un foglio con i testi di tutte le tracce.
Il disco presenta già alcune delle sperimentazioni che caratterizzano il successivo Into the Pandemonium, come sample, cori femminili, un sound atmosferico e parti di opera. Secondo l'opinione di Ned Raggett di AllMusic: To Mega Therion è e rimane il meglio che il death metal può dare.
Nel 1999 l'album è stato ristampato da Noise Records con il consenso della band e con l'aggiunta della studio jam Return to the Eve; inoltre, le versioni originali di The Usurper e Jewel Throne sono state sostituite con quelle contenute nell'EP Tragic Serenades, con Martin Eric Ain al basso.

## Tracce
1. Innocence and Wrath – 1:02
2. The Usurper – 3:24
3. Jewel Throne – 3:59
4. Dawn of Meggido – 5:42
5. Eternal Summer – 4:29
6. Circle of the Tyrants – 4:36
7. (Beyond the) North Winds – 3:04
8. Fainted Eyes – 5:00
9. Tears in a Prophet's Dream – 2:30
10. Necromantical Screams – 6:06

### Bonus track (ristampa 1999)
1. Return to the Eve (1985 Studio Jam) – 4:08

## Formazione
- Thomas Gabriel Fischer - voce, chitarra, arrangiamenti, assistente ingegnere del suono, copertina, logo, produttore
- Dominic Steiner - basso
- Reed St. Mark - batteria, timpani, arrangiamenti

### Altri musicisti
- Martin Eric Ain - basso (tracce 2, 3 nella ristampa del 1999), arrangiamenti
- Wolf Bender - corno (tracce 1, 4, 10)
- Claudia-Maria Mokri - voce addizionale (tracce 2, 6, 10)
- Horst Müller - effetti di suono (traccia 9)
- Urs Sprenger - effetti di suono (traccia 9)

### Crediti
- Hans Ruedi Giger - illustrazioni
- Horst Müller - ingegneria del suono
- Karl-Ulrich Walterbach - produttore esecutivo
- Ernst Wirz - fotografia